# Les Contes de Grimm
Pour les articles homonymes, voir Contes de Grimm (homonymie).
Les Contes de Grimm (Sechs auf einen Streich) est une série télévisée allemande adaptant les contes de Grimm, d'Hans Christian Andersen, Ludwig Bechstein ou encore Hoffmann.
En France, la série est diffusée sur NT1 et Gulli. Elle reste inédite dans les autres pays francophones.

## Liste des épisodes

### Saison 1 (2008)
1. La Table enchantée (Tischlein deck dich), adapté du conte Petite-table-sois-mise, l'Âne-à-l'or et Gourdin-sors-du-sac des Frères Grimm
2. Frérot et Sœurette (Brüderchen und Schwesterchen), adapté du conte Frérot et Sœurette des Frères Grimm
3. Le Roi grenouille (Der Froschkönig), adapté du conte Le Roi-Grenouille ou Henri-le-Ferré des Frères Grimm
4. Le Roi Barbe d'Ours (König Drosselbart), adapté du conte Le Roi Barbabec des Frères Grimm
5. Dame Hiver (Frau Holle), adapté du conte Dame Holle des Frères Grimm
6. Le Vaillant Petit Tailleur (Das tapfere Schneiderlein), adapté du conte Le Vaillant Petit Tailleur des Frères Grimm

### Saison 2 (2009)
1. Blanche Neige (Schneewittchen), adapté du conte Blanche-Neige des Frères Grimm
2. Raiponce (Rapunzel), adapté du conte Raiponce des Frères Grimm
3. Le Chat botté (Der gestiefelte Kater), adapté du conte Le Chat botté des Frères Grimm
4. La Belle au bois dormant (Dornröschen), adapté du conte La Belle au bois dormant des Frères Grimm
5. La Gardeuse d'oies (Die Gänsemagd), adapté du conte La Petite Gardeuse d'oies des Frères Grimm
6. Le Nain Tracassin (Rumpelstilzchen), adapté du conte Nain Tracassin des Frères Grimm
7. Les Musiciens de Brême (Die Bremer Stadtmusikanten), adapté du conte Les Musiciens de Brême des Frères Grimm
8. L'Astucieuse Fille du paysan (Die kluge Bauerntochter), adapté du conte L'Intelligente Fille du paysan des Frères Grimm

### Saison 3 (2010)
1. La Lumière bleue (Das blaue Licht), adapté du conte La Lumière bleue des Frères Grimm
2. La Princesse au petit pois (Die Prinzessin auf der Erbse), adapté du conte La Princesse au petit pois de Hans Christian Andersen
3. Le Maître voleur (Der Meisterdieb), adapté du conte Le Maître-voleur des Frères Grimm
4. Les Habits neufs de l'empereur (Des Kaisers neue Kleider), adapté du conte Les Habits neufs de l'empereur de Hans Christian Andersen

### Saison 4 (2011)
1. Joane et Jonathan (Jorinde und Joringel), adapté du conte des Frères Grimm
2. Cendrillon (Aschenputtel), adapté des conte Cendrillon des Frères Grimm et Cendrillon ou la Petite Pantoufle de verre de Charles Perrault
3. La Petite Fille aux écus d'or (Die Sterntaler), adapté du conte L'Argent du Ciel des Frères Grimm
4. Les Douze Princesses (Die zertanzten Schuhe), adapté du conte Le Bal des douze princesses des Frères Grimm

### Saison 5 (2012)
1. Le Petit Chaperon rouge (Rotkäppchen), adapté du conte Petit Chaperon rouge des Frères Grimm
2. Blanche-Neige et Rose-Rouge (Schneeweißchen und Rosenrot), adapté du conte Blanche-Neige et Rose-Rouge des Frères Grimm
3. Hansel et Gretel (Hänsel und Gretel), adapté du conte Hansel et Gretel des Frères Grimm
4. Peau d'âne (Allerleirauh), adapté de la version du conte Peau d'âne des Frères Grimm

### Saison 6 (2013)
1. Le Poisson magique (Vom Fischer und seiner Frau), adapté du conte Le Pêcheur et sa femme des Frères Grimm
2. La Petite Fille aux allumettes (Das Mädchen mit den Schwefelhölzern), adapté du conte La Petite Fille aux allumettes de Hans Christian Andersen
3. La Petite Sirène (Die kleine Meerjungfrau), adapté du conte La Petite Sirène des Hans Christian Andersen
4. Le Diable aux trois cheveux d'or (Der Teufel mit den drei goldenen Haaren), adapté du conte Les Trois Cheveux d'or du Diable des Frères Grimm

### Saison 7 (2014)
1. La Fille déguisée en garçon (Siebenschön), adapté du conte Sept-fois-belle de Ludwig Bechstein
2. Les Six Compagnons qui viennent à bout de tout (Sechse kommen durch die ganze Welt), adapté du conte Six à qui rien ne résiste des Frères Grimm
3. Les Trois Plumes (Die drei Federn), adapté du conte Les Trois Plumes des Frères Grimm
4. Le Goût de la peur (Von einem, der auszog, das Fürchten zu lernen), adapté du conte Conte de celui qui s'en alla pour connaître la peur des Frères Grimm

### Saison 8 (2015)
1. Princesse de sel (Die Salzprinzessin), adapté du conte Le sel est plus précieux que l'or de Božena Němcová
2. Casse-Noisette et le Roi des souris (Nussknacker und Mausekönig), adapté du conte Casse-Noisette et le Roi des souris de Hoffmann
3. Princesse Méline (Prinzessin Maleen), adapté du conte Demoiselle Méline, la princesse de Karl Müllenhoff
4. Le Prince à la peau d'ours (Der Prinz im Bärenfell), adapté du conte Le Jardin du Paradis de Hans Christian Andersen

### Saison 9 (2016)
1. Le Prince bleu et la Fée Lupine (Prinz Himmelblau und Fee Lupine), adapté d'un conte de fée du recueil Dschinnistan (de) de Christoph Martin Wieland
2. L'Arbre qui chante (Das singende, klingende Bäumchen), adapté des Frères Grimm et d'une histoire d'Anne Geelhaar
3. Conte du Pays de Cocagne (Das Märchen vom Schlaraffenland), adapté du conte Le Conte du Pays de Cocagne des Frères Grimm
4. Jean le chanceux (Hans im Glück), adapté du conte Jean-la-Chance des Frères Grimm

### Saison 10 (2017)
1. L'Eau de la vie (Das Wasser des Lebens), adapté du conte L'Eau de la vie des Frères Grimm
2. Le garçon porcher (Der Schweinehirt), adapté du conte de Hans Christian Andersen

### Saison 11 (2018)
1. Das Märchen von der Regentrude
2. Die Galoschen des Glücks

### Saison 12 (2019)
1. Die drei Königskinder
2. Das Märchen von den zwölf Monaten

### Saison 13 (2020)
1. Helene, die wahre Braut
2. Das Märchen vom goldenen Taler
3. Der starke Hans

### Saison 14 (2021)
1. Der Geist im Glas

### Saison 15 (2022)
1. Zitterinchen
2. Die Gänseprinzessin